# Elatostema platyphyllum
Elatostema platyphyllum är en nässelväxtart som beskrevs av Hugh Algernon Weddell. Elatostema platyphyllum ingår i släktet Elatostema och familjen nässelväxter. Inga underarter finns listade i Catalogue of Life.